# اولگا بیچروا
اولگا بیچروا (به انگلیسی: Olga Bicherova) ژیمناست زادهٔ ۲۶ اکتبر ۱۹۶۷ میلادی اهل کشور شوروی است.